# A.Q. Shipley
Allan Quay Shipley (Coraopolis, 22 maggio 1986) è un ex giocatore di football americano statunitense che ha militato nel ruolo di centro nella National Football League (NFL).

## Carriera
I Pittsburgh Steelers scelsero Shipley nel corso del settimo giro (226º assoluto) del Draft NFL 2009, l'ultimo di sette centri selezionati. IL 18 giugno firmò un contratto triennale del valore di 1,22 milioni di dollari. Fu svincolato il 4 settembre 2009 e rifirmò con la squadra di allenamento due giorni dopo. L'anno successivo passò ai Philadelphia Eagles e nel 2012 agli Indianapolis Colts con cui disputò le prime partite come titolare in carriera. 
Il 9 maggio 2013 i Colts scambiarono Shipley con i Baltimore Ravens per una scelta del settimo giro del Draft NFL 2014. Fu svincolato a fine stagione dopo di che fece ritorno ai Colts dopo l'infortunio del centro titolare Khaled Holmes nel primo snap della pre-stagione. 
L'11 maggio 2015 Shipley firmò con gli Arizona Cardinals dove ritrovò per la terza volta l'allenatore Bruce Arians. Nel 2018 si ruppe il legamento crociato anteriore perdendo tutta l'annata. Tornò in campo l'anno successivo disputando tutte le 16 partite come titolare.
IL 27 agosto 2020 Shipley ritrovò nuovamente Arians firmando con i Tampa Bay Buccaneers. Il 28 novembre fu inserito in lista infortunati concludendo di fatto la carriera. I Buccaneers andarono poi a vincere il Super Bowl LV contro i Kansas City Chiefs.

## Palmarès
- Super Bowl : 1

Tampa Bay Buccaneers: LV
- National Football Conference Championship: 1

Tampa Bay Buccaneers: 2020